# ثيوفان الحبيس
ثيوفان الحبيس (بالروسية: Феофан Затворник (يلفظ ثيوفان زاتفورنيك)؛ بالإنجليزية: Theophan the Recluse) واسمه العلماني جورجي فاسيليفيتش غوفوروف (بالروسية: Гео́ргий Васи́льевич Го́воров؛ بالإنجليزية: Georgy Vasilyevich Govorov) (23 يناير 1815 – 19 يناير 1894) كان أسقف تامبوف بين 1 يوليو 1859 و22 يوليو 1863 وأسقف فلاديمير سوزدال بين 22 يوليو 1863 و17 يونيو 1866، وهو لاهوتي وواعظ طُوب قديسا في الكنيسة الأرثوذكسية الشرقية.
ولد في 23 يناير 1815 في قرية تشيرنافا في مقاطعة إزمالكوفسكي، ليبيتسك أوبلاست أيام الإمبراطورية الروسية في عائلة كاهن القرية باسيل تيموفيتش غوفوروف وزوجته تاتيانا إيفانوفنا. كان للزوجين ثلاث بنات وأربعة أبناء.

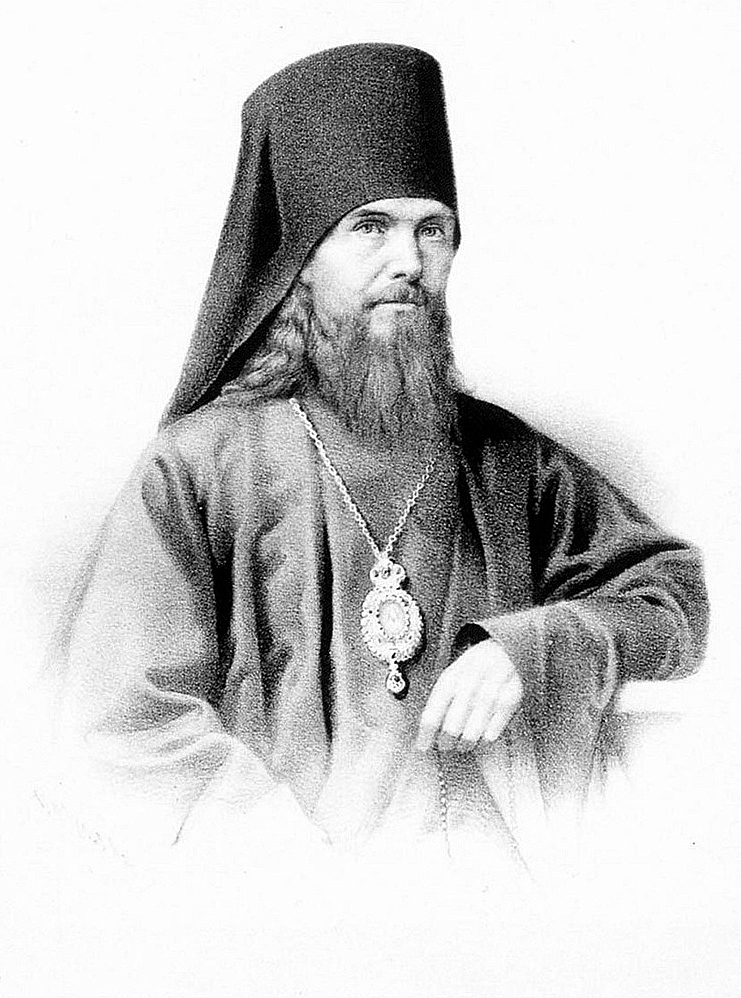
صورة للقديس ثيوفان الحبيس.

رُسم راهبا سنة 1841، واتخذ اسم ثيوفان على اسم القديس ثيوفان. ثم أصبح فيما بعد أسقف تامبوف.
عرف ثيوفان من خلال كتاباته عن الحياة الروحية، وخاصة في مواضيع الحياة المسيحية؛ إذ شجع الشباب على الإيمان. كما لعب دورا هاما في ترجمة الفيلوكاليا من السلافونية إلى الروسية. كما ونادى بـ"الصلاة بلا انقطاع" مثلما علم القديس بولس في رسالته الأولى إلى أهل تسالونيكي.
توفي ثيوفان في 6 يناير 1894، ودفن في كنيسة دير فيشا في قازان.

## التطويب
أعلنت قداسة ثيوفان الناسك والحبيس من قبل السينودس المحلي للكنيسة الأرثوذكسية الروسية عام 1988 بمناسبة ذكرى مرور 1000 سنة على اعتناق الروس للمسيحية. وأعلن في نص التقديس:
يًحتفل بعيده في 23 يناير حسب التقويم الغريغوري الموافق لـ10 يناير اليولياني.

## من أقواله
- من يؤمن بإله، غير أنه لا يعترف به كآب للابن، فهو في الواقع لا يؤمن بالإله الحقيقي، بل بمجرد تهيؤات شخصية.[6]

- أنت تسأل، هل سيشمل الخلاص غير الأرثوذكس؟.. لم تقلق عليهم؟ لهم فادٍ يريد خلاص كل إنسان. سوف يهتم بهم. أنت وأنا لا ينبغي أن نقلق حيال ذلك. عاين نفسك وخطاياك وسأقول لك أمرا واحدا: إذا كنت أرثوذكسيا وخنت الأرثوذكسية وارتددت إلى إيمان غريب، فستهلك روحك إلى الأبد.[7]

- المكان الذي لا صلاة ولا صوم فيه، هو مكان توجد فيه الشياطين.